# Anselm J. McLaurin
Anselm Joseph McLaurin (Brandon, Misisipi, Estados Unidos, 26 de marzo de 1848 - Ibidem, 22 de diciembre de 1909) fue el 34.º gobernador de Misisipi y ejerció el cargo entre 1896 y 1900.

## Vida y carrera
McLaurin nació el 26 de marzo de 1848 en Brandon (Misisipi) como hijo de Ellen Caroline (de soltera Tullus) y Lauchlin McLaurin III. Se casó con Laura Elvira Rauch y tuvo una hija, Stella May McLaurin.
A los 21 años se convirtió en fiscal de distrito y fue descrito como "uno de los abogados más destacados del Estado". Participó en la convención para la redacción de la Constitución de Misisipi de 1890 y fue identificado como un partidario de la plata libre.
Como demócrata, al igual que la mayoría de los blancos en el sur hasta mediados del siglo XX fue elegido por la legislatura estatal para el Senado de los Estados Unidos, donde sirvió de 1894 a 1895.
Fue el primer gobernador de Misisipi elegido bajo la Constitución de Misisipi de 1890, la cual privó del derecho al voto a la mayoría de los afroamericanos al imponer restricciones al registro electoral. Estos cambios esencialmente acabaron con la competitividad del Partido Republicano en el estado y debilitaron gravemente al Partido Populista. McLaurin, el último veterano confederado elegido como gobernador, ganó la elección para gobernador de Misisipi de 1895, derrotando al populista Frank Burkitt. Ocupó el cargo de 1896 a 1900.
En Hazlehurst, en 1898, McLaurin explicó en un discurso que una de las causas del déficit en el tesoro estatal era la insuficiente tributación de las corporaciones ferroviarias.
En octubre de 1898, viajó en tren a Forest (Misisipi), tras disturbios raciales de blancos en la cercana Harperville. Los afroamericanos habían resistido el arresto de un miembro de su comunidad, matando a un hombre blanco. Una turba de blancos se reunió rápidamente, matando a nueve afroamericanos al día siguiente. El sheriff del condado y una patrulla arrestaron a algunos afroamericanos, mientras que la turba blanca continuó matando a otros a su paso. El New Orleans Picayune informó que 11 afroamericanos y un blanco fueron asesinados. El sheriff trasladó a varios afroamericanos bajo custodia armada a Meridian, para protegerlos de las turbas blancas en Forest.
McLaurin regresó al Senado de los Estados Unidos en 1901 tras ser elegido nuevamente por la legislatura estatal en 1900; fue reelegido el 19 de enero de 1904.
Falleció de enfermedad cardíaca a los 61 años el 22 de diciembre de 1909 en su hogar en Brandon (Misisipi), al momento de su muerte se encontraba sentado en una mecedora frente a su chimenea.

## Legado
Un tataranieto de McLaurin fue el actor y comediante Robin Williams, a quien se le dio "McLaurin" como segundo nombre.